# 나고야 차량 사업소
나고야 차량 사업소(일본어: 名古屋車両所)는 일본 아이치현 나고야시 나카무라구에 있는 신칸센 차량 사업소이다.